# 즐거운 일기
《즐거운 일기》는 1984년 12월 20일, 문학과지성사에서 발행한 시인 최승자의 두 번째 시집이다. 